# Coron (Maine-et-Loire)
Coron ist eine französische Gemeinde mit 1.575 Einwohnern (Stand: 1. Januar 2022) im Département Maine-et-Loire in der Region Pays de la Loire. Sie gehört zum Arrondissement Cholet und ist Mitglied im Gemeindeverband Cholet Agglomération. Die Einwohner werden Coronnais und Coronnaises genannt.

## Geografie

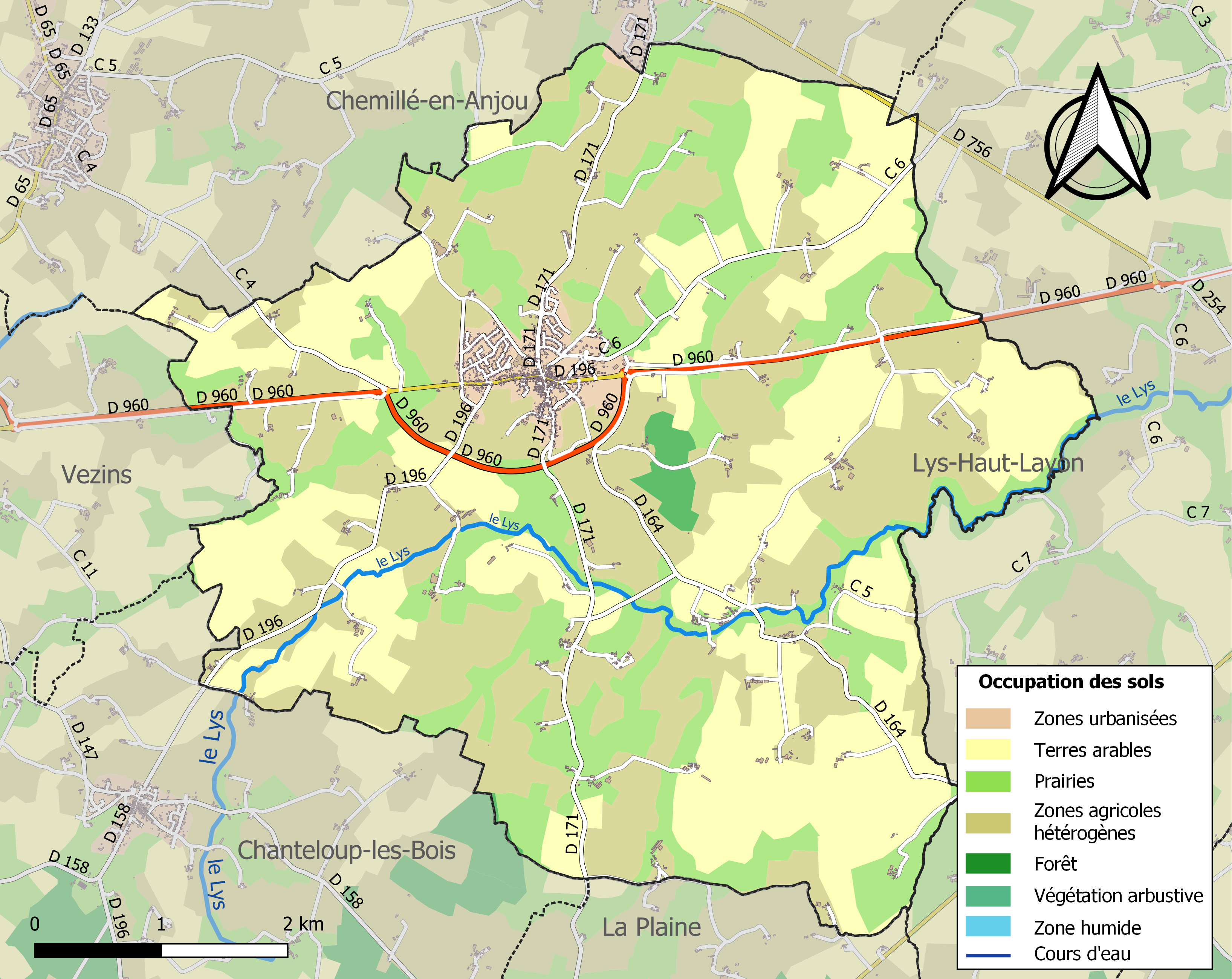
Bodennutzung, Hydrografie und Infrastruktur der Gemeinde (2018)

Coron liegt etwa 19 Kilometer ostnordöstlich von Cholet und etwa 39 Kilometer südsüdwestlich von Angers in der Région naturelle Mauges und im Südwesten  der historischen Provinz Anjou. Die Gemeinde befindet sich im Einzugsgebiet der Loire und wird vom Lys von West nach Ort durchquert. Coron wird außerdem vom Ruisseau la Mazerie, vom Rivière le Lys, vom Ruisseau des Pontrions, vom Ruisseau de Talibout, vom Ruisseau de Beloup, vom Ruisseau des Bousselières und von verschiedenen kleineren Bächen entwässert.
Teile des Gebiets von Coron gehören zu den ZNIEFF-Naturzonen „Massif forestier de Nuaille-Chanteloup“ (520004464) und „Prairie de la Girouardière“ (520030135). Etwa 96 % der Fläche der Gemeinde werden landwirtschaftlich genutzt, nur etwa 1 % ist bewaldet.
Umgeben wird Coron von den Nachbargemeinden Lys-Haut-Layon im Osten, La Plaine im Süden, Chanteloup-les-Bois im Südwesten, Vezins im Westen sowie Chemillé-en-Anjou im Nordwesten und Norden.

## Bevölkerungsentwicklung
| Jahr                       | 1962 | 1968 | 1975 | 1982 | 1990 | 1999 | 2006 | 2013 | 2020 |
| Einwohner                  | 1257 | 1213 | 1273 | 1380 | 1376 | 1304 | 1456 | 1572 | 1566 |
| Quellen: Cassini und INSEE |      |      |      |      |      |      |      |      |      |

## Sehenswürdigkeiten
- Menhir, genannt „La Pierre des Hommes“, mit einer Höhe von 3,60 Meter, seit 1889 als Monument historique klassifiziert
- Ehemalige Windmühle von La Noue-Ronde, errichtet 1890, seit 1975 als Monument historique eingeschrieben
- Pfarrkirche Saint-Louis, 1876 erbaut
- Priorat der Benediktiner, 1787 erbaut
- Kapelle Notre-Dame-de-Vertu von 1876
- Kapelle Saint-Alexis von 1865
- Hôtel de voyageurs la Boule d’Or aus der ersten Hälfte des 17. Jahrhunderts
- Weberhaus aus dem 18. Jahrhundert
- Haus in der Rue du Commerce, erbaut 1621
- Reste der Burg im Weiler Les Hommes aus dem 14. oder 15. Jahrhundert
- Reste der Burg im Weiler La Roche des Aubiers aus dem 14. oder 15. Jahrhundert

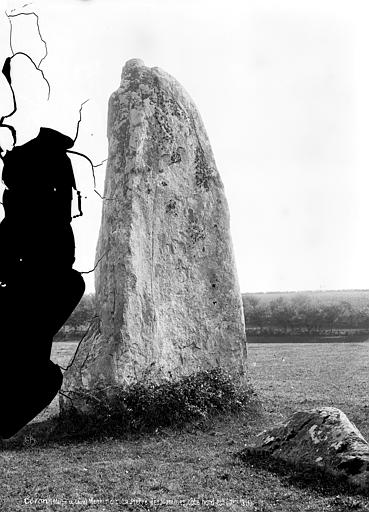
Menhir, genannt „La Pierre des Hommes“, auf einer Aufnahme von 1891
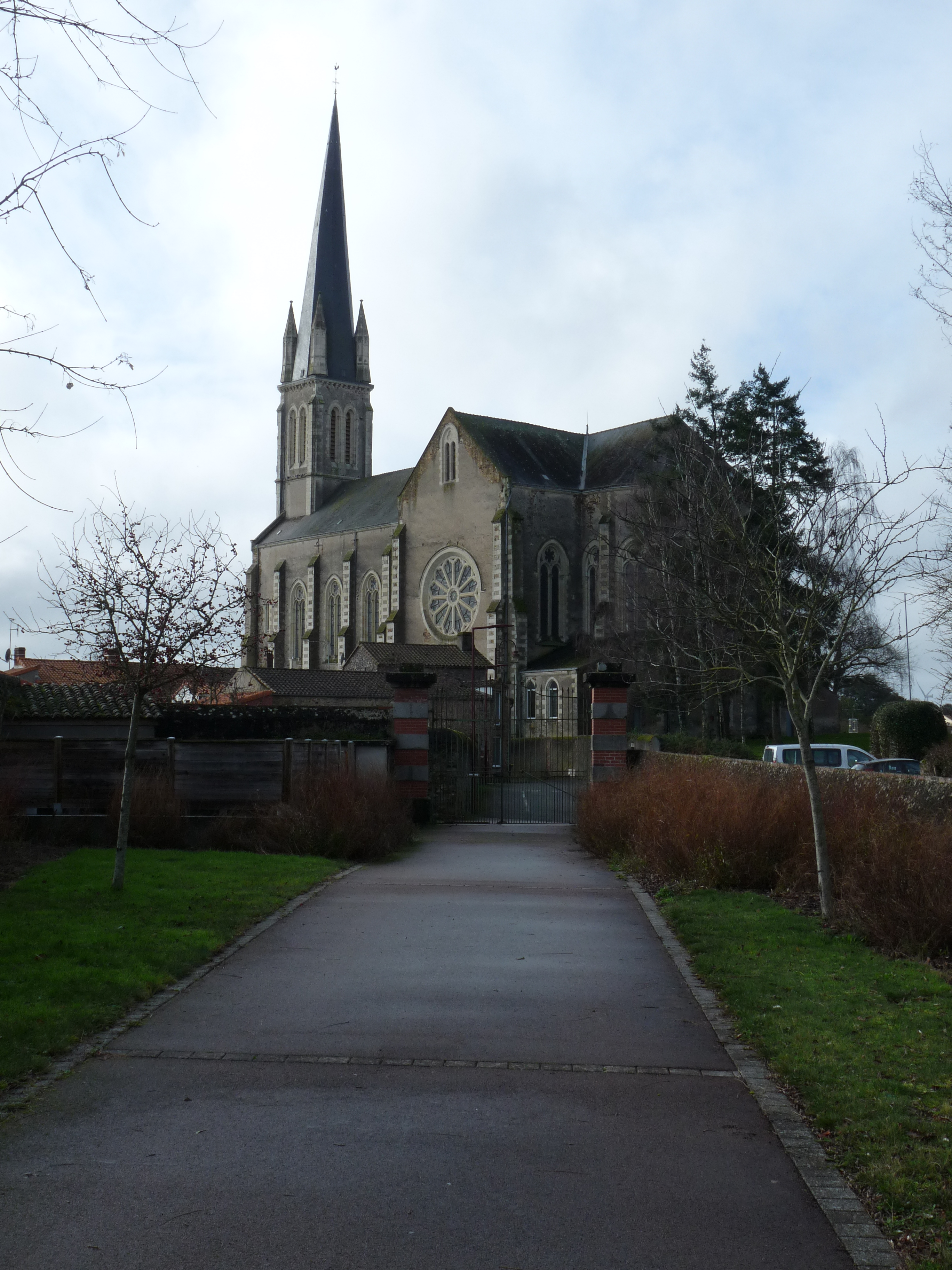
Pfarrkirche Saint-Louis
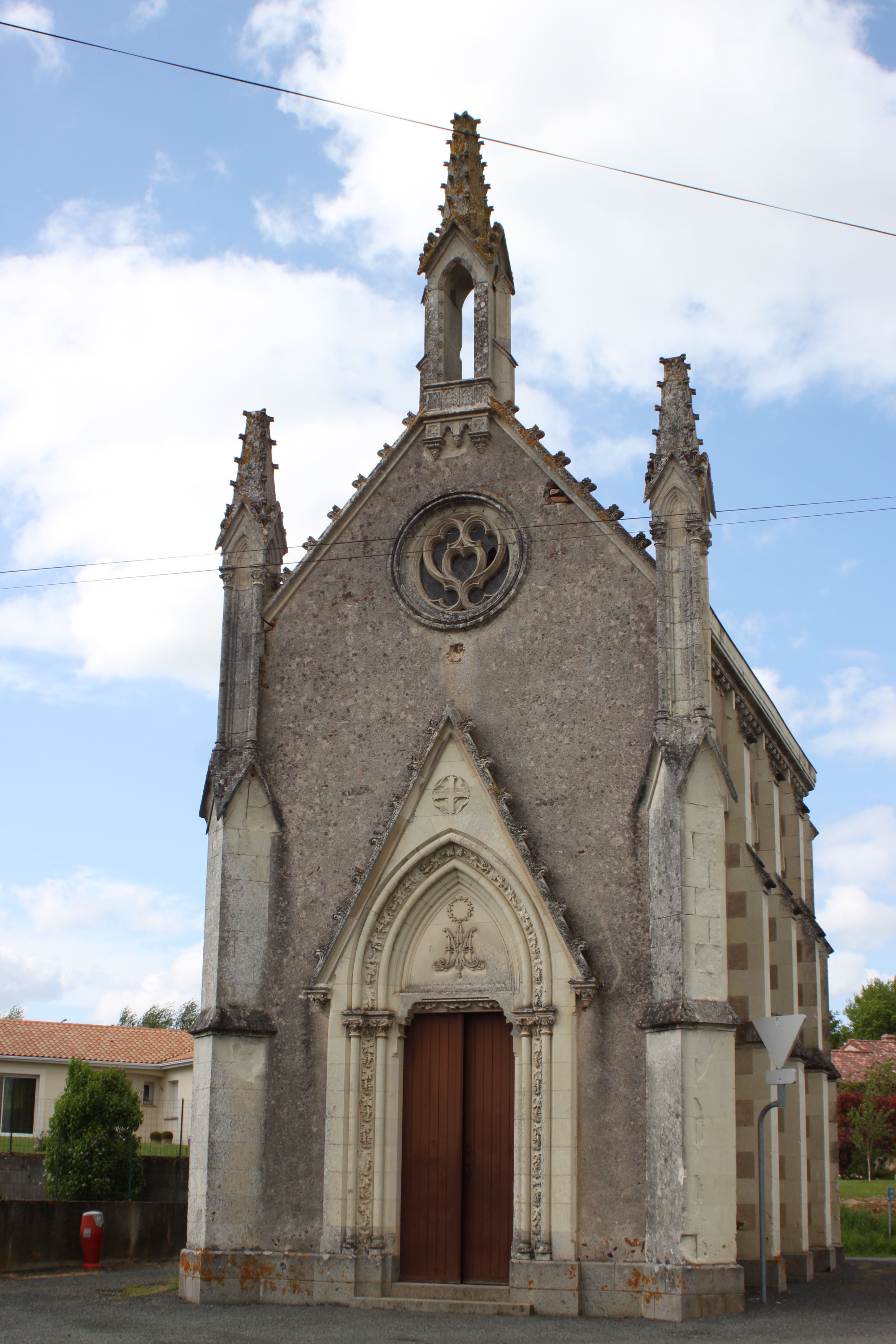
Kapelle Notre-Dame-de-Vertu

## Verkehr
Die Departementsstraße D 960, die ehemalige Route nationale 160, von Saumur über Lys-Haut-Layon im Nordosten und nach Les Sables-d’Olonne über Vezins und Cholet im Südwesten durchquert Coron von Ost nach West, wobei das Zentrum umfahren wird. Eine Buslinie der Transportgesellschaft Choletbus des Gemeindeverbands verbindet Coron mit Cholet und Lys-Haut-Layon. Eine Buslinie der Transportgesellschaft Aléop der Region verbindet die Gemeinde mit Cholet und Saumur.

## Persönlichkeiten
- François Frétellière (1925–1997), Bischof von Créteil